# Менгелис, Янис
Янис Менгелис (латыш. Jānis Meņģelis; 26 марта 1829, хутор Леяс Рацени, ныне Драбешская волость — 8 февраля 1903, Цесис) — латвийский архитектор.
Родился в семье Марциса Менгелиса, гернгутера, владельца одной из крупнейших латышских крестьянских библиотек. Окончил школу в Арайшах, работал строителем в Риге и окрестностях.
По проектам Менгелиса был построен ряд зданий в Цесисе, в том числе новое здание гимназии Императора Александра II в Биркенру. Сохранился также дом, построенный Менгелисом в Цесисе в 1890 г. для самого себя. Однако основной работой Менгелиса стал построенный в 1878—1881 годах по заказу князя Д. Н. Кропоткина Новый Сигулдский замок.